# Groupe de Haute Montagne
Die Groupe de Haute Montagne (GHM) mit Sitz in Chamonix ist einer der beiden wichtigen Alpinen Vereine Frankreichs. Er sieht sich als Verein, der die Elite der französischen und internationalen Alpinisten vereint.

## Geschichte
Der Verein wurde 1919 von Mitgliedern der Gruppe Rochassiers, Pariser Alpinismuspionieren, welche damals vor allem im Wald von Fontainebleau trainierten, in Chamonix gegründet und wurde Mitglied des Club Alpin Français (CAF).
1927 fusionierte er mit dem Club Académique Français d'Alpinisme (CAFA), welcher 1925 in Paris gegründet worden war.
1930 trat die GHM, welche sich vor allem an die Eliten richtet, aus dem CAF, der sich als Verein für die breite Masse versteht, aus, schloss mit diesem aber gleichzeitig ein Kooperationsabkommen ab. Viele Präsidenten des CAF waren Mitglieder der GHM, darunter Claude Deck, Lucien Devies, Jean Escarra, Jean Franco und Maurice Herzog. Ebenso fusionierten die Zeitschriften der beiden Vereine, die Alpinisme der GHM und die La Montagne des CAF, 1955 zur neuen La Montagne et Alpinisme.

## Rolle des GHM
Laut der Website des Vereins setzen sich die Mitglieder desselben aus dem Großteil der besten französischen Alpinisten sowie zahlreichen der besten ausländischen Alpinisten zusammen. Ende 1997 hatte die GHM 253 Mitglieder, von denen 45 % keine Franzosen waren.
Der Verein war eng mit der Schaffung und Erhaltung eines französischen Alpinismus mit internationaler Bedeutung verbunden. Zahlreiche Mitglieder der GHM nahmen an großen Expeditionen im Ausland teil, darunter: versuchte Besteigung des Hidden Peak 1936, geleitet von Henry de Ségogne, Besteigung der Annapurna 1950, des Fitz Roy 1952, des Makalu 1955 und des Muztagh Tower 1956. Es folgten die Besteigungen des Chacraraju 1956, Jannu 1962, Mont Huntington 1964, die Nordwand des Nevado Huascarán 1966, des Pilier westlich von Makalu 1971 etc.
Der Verein war an der Erstellung zahlreicher Führer beteiligt, darunter der bekannte Guide Vallot. Seit 1955 gibt er auch regelmäßig ein Bulletin, Les Annales, véritable encyclopédie de l'histoire de l'Alpinisme en France et dans le monde (dt. Die Annalen, wahrhaftige Enzyklopädie der Geschichte des Alpinismus in Frankreich und der Welt) heraus.

## Präsidenten
Eine chronologische Übersicht über alle Präsidenten der GHM seit Gründung.
| Amtszeit  | Präsident                 |
| --------- | ------------------------- |
| 1919–1930 | Jacques de Lépiney        |
| 1930–1937 | Henry de Ségogne          |
| 1937–1939 | Jean-Antoine Morin        |
| 1939–1945 | Robert Tézenas du Montcel |
| 1945–1951 | Lucien Devies             |
| 1951–1956 | Maurice Herzog            |

| Amtszeit  | Präsident             |
| --------- | --------------------- |
| 1956–1965 | Guido Magnone         |
| 1965–1975 | Robert Paragot        |
| 1975–1980 | Claude Deck           |
| 1980–1984 | Benoit Renard         |
| 1984–1990 | Jean-Pierre Frésafond |
| 1990–1997 | Jean-Claude Marmier   |

| Amtszeit  | Präsident             |
| --------- | --------------------- |
| 1997–2000 | Yves Peysson          |
| 2000–2005 | Hubert Giot           |
| 2005–2009 | Leslie Fucsko         |
| Seit 2009 | Christian Trommsdorff |